# Tova Feldshuh
Tova Feldshuh (* 27. prosince 1952, New York, Spojené státy; rodným jménem Terri Sue Feldshuh), v anglickém přepisu Tovah Feldshuh, je americká herečka, zpěvačka a dramatička židovského původu. Během své herecké kariéry byla nominována například na ceny Emmy či Tony Award. Získala pak ceny Drama Desk Special Award či Theatre World Award.
Začínala v 70. letech na Broadwayi a mezi úspěšné hry, v nichž hrála a získala uznání patří Jentl, Golda's Balcony či Saravà. Mezi její nejznámější filmy patří komedie Brewsterovy milióny z roku 1985 a romantická komedie Líbat Jessicu Steinovou z roku 2001.

## Filmografie

### Filmy
| Rok  | Název                        | Role                                        | Poznámky            |
| ---- | ---------------------------- | ------------------------------------------- | ------------------- |
| 1978 | Nunzio                       | Michelle                                    |                     |
| 1980 | Manažer                      | Brenda Roberts                              |                     |
| 1981 | Cheaper to Keep Her          | K. D. Locke                                 |                     |
| 1983 | Daniel                       | Linda Mindish                               |                     |
| 1984 | An All Consuming Passion     | Vivian Palmer                               | video               |
| 1985 | Brewsterovy milióny          | Marilyn                                     |                     |
| 1985 | Stříbrná kulka               | starší Jane (hlas)                          |                     |
| 1988 | The Blue Iguana              | detektiv Vera Quinn                         |                     |
| 1991 | Saying Kaddish               |                                             |                     |
| 1991 | En dag i oktober             | Emma Kublitz                                |                     |
| 1995 | The Real Shlemiel            | Zlateh koza, teta Sarah, dohazovačka (hlas) |                     |
| 1995 | Trouble                      | Goldie                                      | krátkometrážní film |
| 1995 | Comfortably Numb             | Victoria Stevens                            |                     |
| 1997 | Hudson River Blues           | Charlotte                                   |                     |
| 1998 | Montana                      | Greta                                       |                     |
| 1998 | Charlie Hoboken              | Angie Cedars                                |                     |
| 1999 | Procházka po měsíci          | Lillian Kantrowitz                          |                     |
| 1999 | Válka gangů                  | Margaret Wheeler                            |                     |
| 2000 | Happy Accidents              | Lillian Weaver                              |                     |
| 2001 | Svatý boj                    | žena                                        |                     |
| 2001 | Líbat Jessicu Steinovou      | Judy Stein                                  |                     |
| 2001 | Friends and Family           | Alma Jennings                               |                     |
| 2001 | Old Love                     | Ethel Brockeles                             | krátkometrážní film |
| 2001 | The 3 Little Wolfs           | Sarah Wolf                                  |                     |
| 2002 | The End of the Bar           | paní Garnerová                              |                     |
| 2004 | The Tollbooth                | Ruthie Cohen                                |                     |
| 2005 | Alchemy                      | novinářka                                   |                     |
| 2005 | Life on the Ledge            | matka                                       |                     |
| 2005 | The Reality Trap             | Irina Bolton                                |                     |
| 2006 | Jen trošku štěstí            | Madame Z                                    |                     |
| 2006 | Lady in the Water            | slečna Bubchikova                           |                     |
| 2006 | Boj o Jeruzalém              | Golda Meirová                               |                     |
| 2007 | The Shallow End of the Ocean | Jasonova matka                              | krátkometrážní film |
| 2007 | Love Comes Lately            | Ethel                                       |                     |
| 2007 | Love Life                    | Hannah                                      |                     |
| 2008 | Eavesdrop                    | Susie                                       |                     |
| 2008 | Řeč nepřítele                | Rebecca Meir                                |                     |
| 2008 | Goyband                      | Leah                                        |                     |
| 2009 | Acts of Mercy                | sestra Ruth Baker                           |                     |
| 2010 | A Buddy Story                | Buddyho matka                               |                     |
| 2010 | Ten Stories Tall             | Grace Parker                                |                     |
| 2010 | Heterosexuals                | Remy                                        |                     |
| 2012 | All the Broken Pieces        | babička                                     | krátkometrážní film |
| 2014 | Malé vítězství               | ředitelka školy                             |                     |
| 2014 | Glinda                       | Glinda                                      | krátkometrážní film |
| 2014 | The Hyperglot                | Elaine                                      | krátkometrážní film |
| 2015 | Angelica                     | Nora                                        |                     |
| 2015 | She's Funny That Way         | Miriam                                      |                     |
| 2016 | Baked in Brooklyn            | Davidova makta                              |                     |
| 2018 | The Art of Saying Goodbye    | Blanche                                     | krátkometrážní film |
| 2019 | Golda's Balcony              | Golda Meirová                               |                     |
| 2019 | Remember Amnesia             | Dr. Paula Smith                             |                     |
| 2019 | Love Type D                  | Dr. Elsa Blomgren                           |                     |
| 2019 | Happily Ever After           | Dr. Lynne Klein                             | krátkometrážní film |
| —    | Come Find Me                 | Helena                                      |                     |
| —    | The Book of Ruth             | Ruth                                        | krátkometrážní film |

### Televize
| Rok       | Název                                   | Role                          | Poznámky                                                          |
| --------- | --------------------------------------- | ----------------------------- | ----------------------------------------------------------------- |
| 1973      | Scream, Pretty Peggy                    | Agnes Thornton                | televizní film                                                    |
| 1976      | Ryan's Hope                             | Martha McKee                  | 12 dílů                                                           |
| 1976      | 'Gibbsville                             | Carole                        | díl: „Trapped“                                                    |
| 1976      | Serpico                                 | Erica Molinas                 | díl: „Rapid Fire“                                                 |
| 1977      | Family                                  | Susan Bowers                  | díl: „Mirror, Mirror on the Wall...“                              |
| 1977      | The Bob Newhart Show                    | Veronica Kidd                 | díl: „The Heartbreak Kidd“                                        |
| 1977      | Barnaby Jones                           | Laura Woods                   | díl: „Circle of Treachery“                                        |
| 1977      | The Amazing Howard Hughes               | Katharine Hepburn             | televizní film                                                    |
| 1977      | The World of Darkness                   | Clara Sanford                 | televizní film                                                    |
| 1977      | The Love Boat                           | Susan Ridley                  | díl: „A Tasteful Affair/Oh, Dale!/The Main Event“                 |
| 1978      | Holocaust                               | Helena Slomova                | 4 díly                                                            |
| 1978      | Once Upon a Classic                     | Sandy                         | díl: „A Connecticut Yankee in King Arthur's Court“                |
| 1978      | Teror z nebes                           | Jeannie Devereux              | televizní film                                                    |
| 1979      | The Triangle Factory Fire Scandal       | Florence                      | televizní film                                                    |
| 1979      | Beggarman, Thief                        | Monika Wolner                 | televizní film                                                    |
| 1980      | The Women's Room                        | Iso                           | televizní film                                                    |
| 1980      | Murder Ink                              | Laura Ireland                 |                                                                   |
| 1984      | Airwolf                                 | Sarah Lebow                   | díl: „Fight Like a Dove“                                          |
| 1984      | The Love Boat                           | Margo Bush                    | díl: „Ace Meets the Champ/Why Justin Can't Read/Call Me a Doctor“ |
| 1985      | The Equalizer                           | Samantha Page                 | díl: „Desperately“                                                |
| 1987      | Mariah                                  | Deena Hertz                   | 7 dílů                                                            |
| 1987      | L.A. Law                                | Lynn Palmer                   | 2 díly                                                            |
| 1990      | ABC Afterschool Specials                | Mrs. Carr                     | díl: „All That Glitters“                                          |
| 1991      | Against the Law                         | Connor                        | díl: „Evil Conduct“                                               |
| 1991–2007 | Zákon a pořádek                         | Danielle Melnick              | 13 dílů                                                           |
| 1992      | Lifestories: Families in Crisis         |                               | díl: „The Secret Life of Mary Margaret: Portrait of a Bulimic“    |
| 1992      | Citizen Cohn                            | Iva Schlesinger               | televizní film                                                    |
| 1992      | CBS Schoolbreak Special                 | Denise Warshak                | díl: „Sexual Considerations“                                      |
| 1993      | TriBeCa                                 | Sheila Goldberg               | díl: „The Loft“                                                   |
| 1994      | As the World Turns                      | Dr. Bethany Rose              | 13 dílů                                                           |
| 1994      | The Cosby Mysteries                     | Rose                          | díl: „Home, Street Home“                                          |
| 1995      | Love and Betrayal: The Mia Farrow Story | Eleanor Alter                 | televizní film                                                    |
| 1997      | All My Children                         | Lila Stevenson                | 2 díly                                                            |
| 1998      | Z vlastní vůle                          | slečna Rubensteinová          | díl: #1.1                                                         |
| 1999      | Cosby                                   |                               | díl: „There's Something About Hilton“                             |
| 2002      | The Education of Max Bickford           | Sharon Bickford               | 2 díly                                                            |
| 2003      | Queens Supreme                          | Marie                         | díl: „Flawed Heroes“                                              |
| 2003      | The Harriman Alaska Expedition Retraced | vypravěčka                    | televizní dokument                                                |
| 2006–2007 | Drzá Jordan                             | slečna Elaine Brandau         | 3 dily                                                            |
| 2010      | Ošklivka Betty                          | slečna Varnerová              | díl: „Blackout!“                                                  |
| 2010      | Dobrá manželka                          | Lena                          | díl: „Pochybnosti“                                                |
| 2011      | Zákon a pořádek: Zločinné úmysly        | Danielle Melnick              | díl: „Osudová láska“                                              |
| 2012      | Beautiful People                        | Lynch                         | televizní film                                                    |
| 2012      | V utajení                               | Rivka Singer                  | 2 díly                                                            |
| 2015      | Spravedlnost v krvi                     | Sylvia Hayden                 | díl: „V přítomnosti vraha“                                        |
| 2015      | Pot a slzy                              | Ivana                         | 7 dílů                                                            |
| 2015–2016 | Živí mrtví                              | Deanna Monroe                 | 11 dílů                                                           |
| 2015–2018 | Crazy Ex-Girlfriend                     | Naomi Bunch                   | vedlejší role, 11 dílů                                            |
| 2017–2018 | Salvation                               | prezidentka Pauline Mackenzie | 9 dílů                                                            |
| 2017      | Chicago Justice                         | Danielle Melnick              | díl: „Fake“                                                       |
| 2018–2019 | Star Wars: Odboj                        | Teta Z (hlas)                 | vedlejší role, 13 dílů                                            |
| 2019      | Bull                                    | soudkyně Garnerová            | díl: „Prior Bad Acts“                                             |
| 2019      | Elena z Avaloru                         | babička Miriam                | díl: „Fesitval of Lights“                                         |

### Divadlo
| Rok       | Název                | Role             | Divadlo                 | Poznámky        |
| --------- | -------------------- | ---------------- | ----------------------- | --------------- |
| 1973      | Cyrano               | Foodsellar, Nuns | Palace Theatre          | 49 představení  |
| 1974      | Dreyfus in Rehearsal | Myriam           | Ethel Barrymore Theatre | 12 představení  |
| 1975      | Rodgers & Hart       | Performer        | Helen Hayes Theatre     | 108 představení |
| 1975–1976 | Yentl                | Yentl            | Eugene O'Neill Theatre  | 223 představení |
| 1979      | Sarava               | Flor             | Mark Hellinger Theatre  | 177 představení |
| 1989–1990 | Lend Me a Tenor      | Maria            | Royale Theatre          | 476 představení |
| 2003–2005 | Golda's Balcony      | Golda Meir       | Helen Hayes Theatre     | 493 představení |
| 2009      | Irena's Vow          | Irena Gut Opdyke | Walter Kerr Theatre     | 105 představení |
| 2013–2015 | Pippin               | Berthe           | Music Box Theatre       | 672 představení |

## Soukromý život
Od 20. března 1977 je manželkou Andrewa Levyho, se kterým má dvě děti – dceru Amandu Claire, která je také herečkou, a syna Garsona Brandona.